# Greenvale
Greenvale és una concentració de població designada pel cens dels Estats Units a l'estat de Nova York. Segons el cens del 2000 tenia 2.231 habitants.

## Demografia
Segons el cens del 2000, Greenvale tenia 2.231 habitants, 362 habitatges, i 254 famílies. La densitat de població era de 3.313,1 habitants per km².
Dels 362 habitatges en un 32,6% hi vivien nens de menys de 18 anys, en un 58,8% hi vivien parelles casades, en un 8,6% dones solteres, i en un 29,8% no eren unitats familiars. En el 24,6% dels habitatges hi vivien persones soles el 10,5% de les quals corresponia a persones de 65 anys o més que vivien soles. El nombre mitjà de persones vivint en cada habitatge era de 2,73 i el nombre mitjà de persones que vivien en cada família era de 3,22.
Per edats la població es repartia de la següent manera: un 10% tenia menys de 18 anys, un 55,4% entre 18 i 24, un 16,8% entre 25 i 44, un 11,7% de 45 a 60 i un 6,1% 65 anys o més.
L'edat mediana era de 22 anys. Per cada 100 dones de 18 o més anys hi havia 77,1 homes.
La renda mediana per habitatge era de 59.500 $ i la renda mediana per família de 80.292 $. Els homes tenien una renda mediana de 52.639 $ mentre que les dones 30.000 $. La renda per capita de la població era de 22.009 $. Entorn del 4,3% de les famílies i el 4,4% de la població estaven per davall del llindar de pobresa.